# Bryaninops
Bryaninops é um gênero de peixesda família Gobiidae.

## Espécies
- Bryaninops amplus (Larson, 1985)
- Bryaninops dianneae (Larson, 1985)
- Bryaninops erythrops (Jordan & Seale, 1906)
- Bryaninops isis (Larson, 1985)
- Bryaninops loki (Larson, 1985)
- Bryaninops natans (Larson, 1985)
- Bryaninops nexus (Larson, 1987)
- Bryaninops ridens (Smith, 1959)
- Bryaninops tigris (Larson, 1985)
- Bryaninops yongei (Davis & Cohen, 1969)